# مكتب روزنبرغ
مكتب روزنبرغ (ARo) هيئة رسمية للسياسة الثقافية والمراقبة داخل الحزب النازي، برئاسة ألفريد روزنبرغ. تأسست في عام 1934 تحت اسم Dienststelle Rosenberg (DRbg)، ولها مكاتب في Margarethenstraße 17 في برلين، إلى الغرب من ساحة بوتسدام.
في تأريخ ما بعد الحرب العالمية الثانية، تُستخدم عبارة "Amt Rosenberg" بمعنى أوسع كمصطلح لعدد من الوظائف الرسمية روزنبرغ التي شغلها بين عامي 1928 و1945. وشملت هذه Außenpolitisches Amt der NSDAP (APA «مكتب السياسة الخارجية»، بما في ذلك Nordische Gesellschaft) رابطة المتشددين للثقافة الألمانية وEinsatzstab Reichsleiter Rosenberg، وهي منظمة مكرسة لاقتناء وسرقة الأشياء الفنية عبر الأراضي المحتلة من الرايخ. لم يتم تضمينها في المصطلح كما تستخدمها بولمس (2007) هو وزارة الرايخ للأراضي الشرقية المحتلة (RMfdbO)، لأنه كان مكتبًا حكوميًا، وليس مكتبًا حزبيًا.